# 1005
Cette page concerne l'année 1005  du calendrier julien. Pour l'année 1005 av. J.-C., voir 1005 av. J.-C.
L'année 1005 est une année commune qui commence un lundi.

## Événements
- 13 - 18 janvier : traité de Shanyuan. La Chine des Song doit verser un tribut annuel de 3 tonnes d'argent et 200 000 rouleaux de soie aux Mongols Khitans[1].
- Janvier - février : l'émir samanide Ismail II est assassiné par les Qarakhanides[2]. La fin de l'État samanide coupe les relations commerciale entre l'Asie centrale et le port byzantin de Trébizonde.

- 24 mars[3] : le calife fatimide Al-Hakim bi-Amr Allah fonde, dans sa capitale du Caire, la « Maison du Savoir » (arabe: دار العام [dār al-`ilm], maison de la science), munie d'une importante bibliothèque publique, où l'astronomie et la philosophie seront enseignées en plus des disciplines strictement religieuses comme la connaissance des hadiths et du Coran[4].

- Automne : début probable de l'exploration de la côte américaine jusqu'en Nouvelle-Angleterre par Thorwald, frère de Leif Eriksson (fin en 1006). Thorwald se rend au Vinland, puis remonte vers le Markland jusqu’au cap Kjalarnes (cap de la Quille, peut-être le cap Porcupine au Labrador) où il trouve la mort lors d’une attaque des indigènes[5]. Son frère Thorsteinn repart avec le même bateau, mais ne peut pas atteindre le Vinland et meurt pendant le voyage[6].

### Europe
- 25 mars : Kenneth III d'Écosse, roi d'Écosse de 997 à 1005, est tué - ainsi que son fils Giric - à la bataille de Monzievaird contre Malcolm, son cousin, qui va lui succéder (fin du règne en 1034)[7].
- Printemps : nouvelle campagne de Robert le Pieux en Bourgogne contre Landry de Nevers. Il ne peut prendre Dijon mais parvient à s'emparer d'Avallon, puis d'Auxerre[8],[9].
- 7 juillet : synode de Dortmund, convoqué par l'empereur Henri II, sur la discipline ecclésiastique[10].
- Août : l’empereur Henri II du Saint-Empire attaque la Pologne à partir de Magdebourg et refoule les Polonais jusqu’à Poznań[11].
- 25 août : Robert le Pieux, qui assiège Avallon tenu par Landry de Nevers, signe à la demande de Eudes, vicomte de Beaune, et sur l'intervention de Otte-Guillaume, comte de Bourgogne et de Mâcon, avec qui il a fait la paix, et de Gautier, évêque d'Autun, une charte qui confirme la donation de divers biens à l'abbaye Saint-Bénigne de Dijon[12].
- 10 novembre : Robert le Pieux et Richard II font le siège d'Auxerre[13] et obtiennent le soumission de Landry de Nevers. Le duché de Bourgogne avec Auxerre, Avallon et Autun[14] reste aux mains des capétiens.

- Grande famine en Europe[15] (1005-1006).
- En Angleterre, les Danois de Sven doivent se rembarquer face à la famine[16].
- Pise réagit à une attaque des pirates sarrasins en 1004 par un raid contre Reggio de Calabre[17]. Elle aide les Byzantins à détruire une escadre sarrasine[18].
- L’empereur byzantin Basile II reprend Dyrrachion à Samuel Ier de Bulgarie. La Bulgarie est réduite à l'Albanie actuelle[18].
- Basile II envoie une ambassade à Cordoue, destinée sans doute à obtenir la fin des pirateries andalouses dans la mer Tyrrhénienne[18].
- Création en Islande à l’instigation du juriste Njáll (is) d’une Cour suprême ou Cinquième Cour (Fimmtardómur), dont les arrêts seront définitifs[19]. Le nombre des godhar passe de 39 à 48.

## Annexe